# Andrzej Seweryn (színművész)
Andrzej Teodor Seweryn (Heilbronn, Amerikai megszállási zóna, 1946. április 25. –) lengyel színművész, aki mind hazájában, mind Franciaországban dolgozik színpadokon és filmszerepekben. Pályája során számos jelentős Andrzej Wajda-filmben szerepelt. A párizsi Comédie-Française társulatának tagja, a párizsi Felsőfokú Állami Drámaművészeti Iskola (Conservatoire national supérieur d′art dramatique, CNSAD) tanára, a varsói Polski Theatre főigazgatója.

## Élete

### Származása, tanulmányai
Szülei a Harmadik Birodalomba hurcolt lengyel kényszermunkások voltak. Gyermekük, Andrzej a világháború utáni évben született az amerikai megszállás alá került Heilbronnban. Röviddel Andrzej születése után a család hazatért Lengyelországba.

### Színészi pályája
A varsói Alexandre-Zelwerowicz Színművészeti Akadémián (Akademia Teatralna im. Aleksandra Zelwerowicza w Warszawie) szerzett képesítést. Klasszikus színpadi szerepekben szerzett elismerést, nemzetközi ismertségét azonban filmes szerepei,  elsősorban Andrzej Wajda filmdrámáiban való alakításai hozták meg számára. Emlékezetes szerepeket játszott Az ígéret földje (1975), A márványember (1977), az Érzéstelenítés nélkül (1978), A karmester (1980), a Danton (1983), A vasember (1981), a Pan Tadeusz (1999) és a A bosszú (2002) című Wajda-filmekben.
Az 1970-es évek végén Seweryn Franciaországba költözött, és itt sikeres (francia nyelvű) színészi karriert tudott felépíteni. 1979-ben John Gielgud mellett játszott Andrzej Wajda filmdrámájában, A karmester-ben és ezért az alakításért az 1980-as Berlinale Fesztiválon elnyerte a legjobb színésznek|legjobb színésznek járó Ezüst Medve díjat.
1989-ben a Robert Enrico és Richard T. Heffron által rendezett A francia forradalom című nagyszabású kétrészes történelmi filmtablóban Seweryn drámai erővel formálta meg Robespierre-t, a forradalmárból zsarnokká alakuló intellektust. Kisebb szerepben megjelent Steven Spielberg 1993-as Schindler listájában is. 
Az 1990-es évektől kezdve ismét gyakrabban szerepelt lengyel filmes és színházi produkciókban. Fajsúlyos szerepeket játszott fontos irodalmi művek filmváltozataiban, mint Adam Mickiewicz: Pan Tadeusz-a és Aleksander Fredro: Zemstá-ja, melyeket Andrzej Wajda rendezett. Ugyancsak vezető szerepet játszott a Henryk Sienkiewicz regényéből készült Tűzzel-vassal című történelmi eposz 1999-es új változatában, Jerzy Hoffman rendezésében.
A 2000-es évek elején Seweryn neve is felmerült jelöltként a nagymúltú krakkói Teatr Stary színház új intendánsának tisztségére, de ő elhárította a felkérést. 2004-ben Nastassja Kinski és Christopher Lambert mellett szerepelt Aruna Villiers rendező Saját képére című thrillerében. 
2006-ban megrendezte első saját filmjét, a Maciej Strzembosz forgatókönyvéből készült Kto nigdy nie żył… (Aki soha nem élt) című alkotást, a főszerepben Michał Żebrowskival. 2007-ben szerepelt Peter Greenaway sajátos stílusú Rembrandt-életrajzában, az Éjjeli őrjáratban.
2016-ban Jan P. Matuszyński rendező  Az utolsó család (Ostatnia rodzina) című családtörténeti filmjében valós 20. századi személyek, a lengyel Beksiński família életét dolgozta fel. Seweryn kapta a főszerepet, a különc és öntörvényű Zdzisław Beksiński (1929–2005) festőművészt. Alakításért a Locarnói Nemzetközi Filmfesztiválon megkapta a legjobb férfi szereplőnek járó Arany Leopárd-díjat. 
Seweryn jelenleg a varsói Polski Theatre főigazgatója, emellett a párizsi Felsőfokú Állami Drámaművészeti Iskola (Conservatoire national supérieur d′art dramatique, CNSAD) tanára, emellett a híres párizsi Comédie-Française társulatának tiszteleti tagja, egyike a társulat által befogadott mindössze három nem-francia színésznek. Korábban oktatója volt a lyoni Állami Színházművészeti Főiskolának (École Nationale Supérieure des Arts et Techniques du Théâtre) is.

### Magánélete
Seweryn (eddig) ötször nősült. Az ötből három feleségtől egy-egy gyermeke született: 
1. Boguslawa Blajfer(wd) (1945–2002) lengyel ellenzéki aktivistával 1970-ben kötött házasságot, 1973-ban elváltak,
2. Krystyna Janda színésznővel 1974-tól 1979-ig élt házasságban, elváltak, egy gyermekük született, Maria Seweryn(wd) (1975-), aki szüleihez hasonlóan színésznő lett.
3. Laurence Bourdil francia színésznővel 1982-ben kötött házasságot, 1987-ban elváltak, egy gyermekük született, Yann Seweryn filmoperatőr.
4. Mireille Maalouf libanoni születésű francia színésznővel 1988 és 2015 között élt házasságban, egy gyermekük született, Maximilien Seweryn, aki szintén színész lett.
5. Katarzyna Kubacka(wd) (1965) lengyel producerrel 2015. augusztus 30. óta élnek házasságban.

## Elismerései

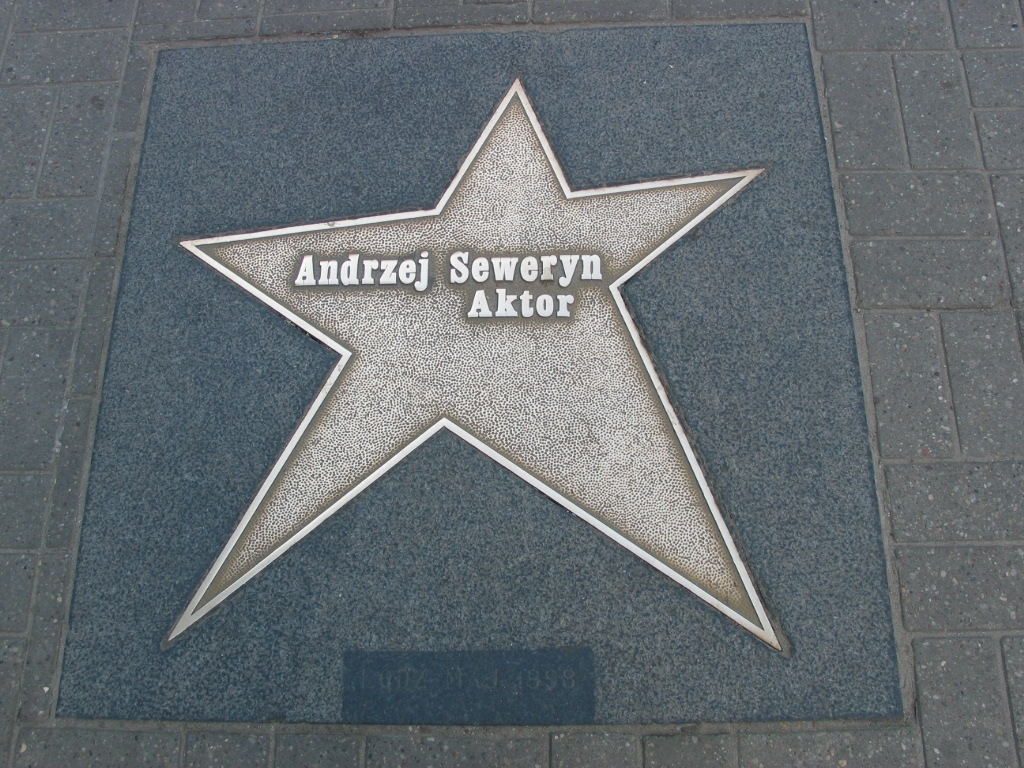
Seweryn csillaga a Łódźi Hírességek sétányán

### Díjai
- 1980: elnyerte a Berlini Nemzetközi Filmfesztivál (Berlinale)  legjobb színésznek járó Ezüst Medve díját a A karmester-ben nyújtott alakításáért
- 1996: elnyerte a lengyel színházi kritikusok szövetségének díját (Nagroda Sekcji Krytyków Teatralnych PO ITI), a legjobb színészi alakításért, Hugo von Hofmannsthal: A nehézkes című színművében
- 2004: elnyerte a lengyel Camerimage filmfesztivál Atlas-díját
- 2016: elnyerte a Locarnói Nemzetközi Filmfesztivál legjobb férfi színésznek járó Leopárd-díját (Pardo per il migliore attore), Az utolsó család-ban nyújtott alakításáért.

### Kitüntetései
- 2004. április 9.: a francia Becsületrend lovagja.[8]
- 2005: a Francia Köztársaság Nemzeti Érdemrendje
- 2017. március 23.: a francia Ordre des Arts et des Lettres művészeti érdemrend parancsnoki fokozata.[9]

## Fontosabb filmszerepei
- 2022: Królowa, tévé-minisorozat; négy epizódban; Sylvestre Borkowski
- 2018-2021: Rojst; tévésorozat; 12 epizódban; Witold Wanycz
- 2020: Król; tévésorozat; hat epizódban; Jerzy Ziembinski
- 2020: Bez skrupulów, tévésorozat; Tadeusz Kawecki
- 2020: Laila in Haifa; André
- 2017: Ucho Prezesa, tévésorozat; Jaroslaw miniszter
- 2016: Az utolsó család (Ostatnia rodzina);  Zdzisław Beksiński
- 2012: A végakarat (Vous n’avez encore rien vu); Marcellin
- 2010: Kicsi Rózsa (Rózyczka); Adam Warczewski
- 2009: Les précieuses ridicules; tévéfilm; Mascarille / La Grange
- 2008: La possibilité d’une île; Slotan
- 2007: L’âge de l’amour, tévéfilm; André
- 2007: Éjjeli őrjárat (Nightwatching); Piers Hasselburg
- 2007: Cyrano de Bergerac; tévéfilm; Guiche gróf
- 2004: Saját képére (À ton image); Cardoze professzor
- 2003: Dom Juan; tévéfilm; Dom Juan
- 2003: A szeretet erejével (Par amour); tévéfilm; François
- 2002: A bosszú (Zemsta); Milczek jegyző
- 2001: Tűzzel-vassal (Ogniem i mieczem); tévé-minisorozat, Jeremi Michał Wiśniowiecki herceg
- 2000: A prímás – Wyszyński bíboros (Prymas. Trzy lata z tysiaca); Stefan Wyszyński
- 1999: Pan Tadeusz; Soplica bíró
- 1999: Tűzzel-vassal (Ogniem i mieczem); mozifilm; Jeremi Michał Wiśniowiecki herceg
- 1998: Billboard; ügynökség vezető
- 1997: Lucie Aubrac; Schlondorff hadnagy
- 1997: Généalogies d’un crime; Christian
- 1995: Teljes napfogyatkozás (Total Eclipse); Mr. Maute De Fleurville
- 1994: Printemps de feu (Ohnivé jaro), tévéfilm; Stanislas Havlicek
- 1994: Le fils du cordonnier, tévé-minisorozat; Célestin
- 1993: Schindler listája (Schindler’s List); Julian Scherner
- 1993: Amok; Steiner
- 1992: Indokína (Indochine); Hebrard
- 1991: La condanna; Giovanni
- 1991: Napoléon et l’Europe; tévésorozat; Sándor cár
- 1990: A szecsuáni jólélek (La bonne âme du Setchouan), tévéfilm; Wang
- 1990: Mahábhárata, tévé-minisorozat; három filmben; Yudhishthira
- 1989: A francia forradalom (La Révolution française); Maximilien de Robespierre
- 1988: A fehér bolygó (Na srebrnym globie); Marek
- 1986: La coda del diavolo; házaló
- 1986: La femme de ma vie; Bernard
- 1984: Marynia; Edward Bukacki
- 1983: Danton (Danton); Bourdon
- 1982: Najdluzsza wojna nowoczesnej Europy, tévésorozat; Hipolit Cegielski
- 1981: Peer Gynt, tévéfilm; több szerepben
- 1981: A vasember (Czlowiek z zelaza); Wirski kapitány
- 1980: Golem; Doktor
- 1980: A karmester (Dyrygent); Adam Pietrzyk
- 1979: Kung Fu; Marek Kaminski
- 1979: Rodzina Polanieckich; tévésorozat; Edward Bukacki
- 1979: Férj és feleség (Roman i Magda); Roman Barwinski
- 1979: A bestia (Bestia); pap
- 1978: Éjszakák és nappalok (Noce i dnie), tévésorozat; Anzelm Ostrzenski
- 1978: Érzéstelenítés nélkül (Bez znieczulenia); Jerzy Rosciszewski
- 1978: Granica; Zenon Ziembiewicz
- 1977: Lengyel utak (Polskie drogi), tévésorozat; nyolc epizódban; Kliefhorn SS-Sturmbannführer
- 1977: A márványember (Czlowiek z marmuru); narrátor hangja
- 1976: Sein letzter Fall, tévéfilm; Don
- 1975: Éjszakák és nappalok (Noce i dnie); tévéfilm; Anzelm Ostrzenski
- 1975: Az ígéret földje (Ziemia obiecana); Maks Baum
- 1974: A lány és a galambok (Dziewczyna i golebie), tévéfilm; Stach
- 1973: Balzac nagy szerelme (Wielka milosc Balzaka), tévé-minisorozat; Balzac barátja
- 1972: Parasztok (Chlopi), tévésorozat; Michal
- 1970: Album polski; Tomek
- 1965: Beáta (Beata); iskolásfiú